# Грановский, Андрей Евгеньевич
Андре́й Евге́ньевич Грано́вский (род. 10 марта 1949) —  российский дипломат. Чрезвычайный и полномочный посланник 1 класса (2003).

## Биография
Окончил МГИМО МИД СССР (1971). На дипломатической работе с 1971 года. Кандидат исторических наук. Владеет хинди, английским и французским языками.
- В 1996—1998 годах — заместитель директора Департамента международных организаций МИД России.
- В 1998—2002 годах — заместитель постоянного представителя России при ООН в Нью-Йорке (США).
- С июня по октябрь 2002 года — и. о. директора Департамента международных организаций МИД России.
- С октября 2002 по октябрь 2005 года — директор Департамента международных организаций МИД России.
- С 27 февраля 2006 по 10 сентября 2010 года — чрезвычайный и полномочный посол России на Мальте[1][2].

## Дипломатический ранг
- Чрезвычайный и полномочный посланник 2 класса (30 мая 1997)[3].
- Чрезвычайный и полномочный посланник 1 класса (25 июля 2003)[4].

## Награды
- Медаль ордена «За заслуги перед Отечеством» II степени (25 сентября 2000) — За большой вклад в урегулирование межтаджикского конфликта[5].

## Семья
Женат, имеет двоих сыновей — Вячеслава (р. 1977) и Константина (р. 1983).